# Suktiškių miško dalis
Suktiškių miško dalis este o arie protejată (arie specială de conservare — SAC, sit de importanță comunitară — SCI) din Lituania întinsă pe o suprafață de 7,2 ha, integral pe uscat.

## Localizare
Centrul sitului Suktiškių miško dalis este situat la coordonatele 54°47′47″N 25°34′04″E / 54.7964°N 25.5678°E.

## Înființare
Situl Suktiškių miško dalis a fost declarat sit de importanță comunitară în mai 2005 pentru a proteja 4 specii de animale. Situl a fost protejat și ca arie specială de conservare în octombrie 2020.

## Biodiversitate
Situată în ecoregiunea boreală, aria protejată nu include niciun habitat protejat.
La baza desemnării sitului se află mai multe specii protejate:
- amfibieni (2): buhai de baltă cu burta roșie (Bombina bombina), triton cu creastă (Triturus cristatus)
- nevertebrate (2): libelule (Leucorrhinia pectoralis), fluturele purpuriu (Lycaena dispar)